# Ivan Moscovich
Ivan Moscovich (Ada (Servië), 14 juni 1926 – 21 april 2023) was een Joegoslavisch-Nederlandse bedenker van raadsels en puzzels. Hij heeft daarnaast tientallen boeken geschreven over onder meer wiskunde.

## Biografie
Moscovich was van Joodse afkomst en groeide op in Novi Sad. Zijn vader was een Hongaars schilder, die in 1922 in Joegoslavië ging wonen. Hij zette daar een fotostudio op, genaamd Photo Ivan. Hij werd ten tijde van de Tweede Wereldoorlog vermoord door Hongaarse fascisten. Moscovich zelf werd in 1943 door de Duitsers gedeporteerd naar Auschwitz, waar hij twee jaar lang met zijn moeder verbleef. Tijdens zijn verblijf in een van de werkkampen legde hij spoorwegen aan. Nadat het Britse leger hem en zijn moeder hadden bevrijd, bracht hij een jaar in Zweden door om te herstellen. Hierna werkte hij opnieuw in de spoorwegenbouw voor het Joegoslavische ministerie van Transport. Een half jaar lang had hij in deze functie de leiding over een groep Duitse krijgsgevangenen.
Om de traumatische herinneringen te verdringen, ontwierp Moscovich in 1949 zijn eerste puzzels. Hij liet zich inspireren door het werk van Leonhard Euler, een Zwitserse natuur- en wiskundige uit de achttiende eeuw. Begin jaren vijftig verhuisde Moscovich naar Israël, waar hij als onderzoeker voor het ministerie van Defensie werkte. In 1955 richtte hij in Tel Aviv een wetenschapsmuseum op. Hij heeft onder meer voor speelgoedfabrikant Mattel gewerkt. Van 1986 tot 2002 woonde Moscovich in Londen, waarna hij verhuisde naar Nijmegen. Het door hem samengestelde Grote breinbreker boek werd wereldwijd meer dan een miljoen keer verkocht.
- Bibsys: 3012003
- Bibliothèque nationale de France: cb159861494 (data)
- CiNii: DA0889554X
- Gemeinsame Normdatei: 1162923792
- International Standard Name Identifier: 0000 0000 8371 9379
- Library of Congress Control Number: n84148861
- Nationale Bibliotheek van Letland: 000232914
- Nationale Bibliotheek van Israël: 987007518748305171
- Nederlandse Thesaurus van Auteursnamen: 071888101
- Système universitaire de documentation: 132506076
- Virtual International Authority File: 35057962
- WorldCat: E39PBJwHf7H4JkTYHBqfVVmPQq